# Selección de fútbol playa de Ecuador
La Selección de fútbol playa de Ecuador es el representante del Ecuador en las competiciones internacionales de fútbol playa y depende de la Federación Ecuatoriana de Fútbol, el órgano rector del fútbol en Ecuador.

## Estadísticas

### Copa Mundial de Fútbol Playa FIFA
| Copa Mundial de Fútbol Playa FIFA | Copa Mundial de Fútbol Playa FIFA | Copa Mundial de Fútbol Playa FIFA | Copa Mundial de Fútbol Playa FIFA | Copa Mundial de Fútbol Playa FIFA | Copa Mundial de Fútbol Playa FIFA | Copa Mundial de Fútbol Playa FIFA | Copa Mundial de Fútbol Playa FIFA |
| Año                               | Ronda                             | J                                 | G                                 | G+                                | P                                 | GF                                | GC                                |
| --------------------------------- | --------------------------------- | --------------------------------- | --------------------------------- | --------------------------------- | --------------------------------- | --------------------------------- | --------------------------------- |
| 2005 - 2008                       | No participó                      | No participó                      | No participó                      | No participó                      | No participó                      | No participó                      | No participó                      |
| 2009                              | No clasificó                      | No clasificó                      | No clasificó                      | No clasificó                      | No clasificó                      | No clasificó                      | No clasificó                      |
| 2011                              | No clasificó                      | No clasificó                      | No clasificó                      | No clasificó                      | No clasificó                      | No clasificó                      | No clasificó                      |
| 2013                              | No clasificó                      | No clasificó                      | No clasificó                      | No clasificó                      | No clasificó                      | No clasificó                      | No clasificó                      |
| 2015                              | No clasificó                      | No clasificó                      | No clasificó                      | No clasificó                      | No clasificó                      | No clasificó                      | No clasificó                      |
| 2017                              | Fase de grupos                    | 3                                 | 0                                 | 0                                 | 3                                 | 6                                 | 22                                |
| 2019                              | No clasificó                      | No clasificó                      | No clasificó                      | No clasificó                      | No clasificó                      | No clasificó                      | No clasificó                      |
| 2021                              | No clasificó                      | No clasificó                      | No clasificó                      | No clasificó                      | No clasificó                      | No clasificó                      | No clasificó                      |
| Total                             | 1/11                              | 3                                 | 0                                 | 0                                 | 3                                 | 6                                 | 22                                |

### Campeonato de Fútbol Playa de Conmebol
| Campeonato de Fútbol Playa de Conmebol | Campeonato de Fútbol Playa de Conmebol | Campeonato de Fútbol Playa de Conmebol | Campeonato de Fútbol Playa de Conmebol | Campeonato de Fútbol Playa de Conmebol | Campeonato de Fútbol Playa de Conmebol | Campeonato de Fútbol Playa de Conmebol | Campeonato de Fútbol Playa de Conmebol |
| Año                                    | Ronda                                  | J                                      | G                                      | G+                                     | P                                      | GF                                     | GC                                     |
| -------------------------------------- | -------------------------------------- | -------------------------------------- | -------------------------------------- | -------------------------------------- | -------------------------------------- | -------------------------------------- | -------------------------------------- |
| 2006 - 2008                            | No participó                           | No participó                           | No participó                           | No participó                           | No participó                           | No participó                           | No participó                           |
| 2009                                   | Cuarto lugar                           | 5                                      | 2                                      | 0                                      | 3                                      | 27                                     | 30                                     |
| 2011                                   | Fase de grupos                         | 3                                      | 0                                      | 0                                      | 3                                      | 9                                      | 21                                     |
| 2013                                   | Cuarto lugar                           | 5                                      | 2                                      | 0                                      | 3                                      | 18                                     | 29                                     |
| 2015                                   | Cuarto lugar                           | 6                                      | 3                                      | 0                                      | 3                                      | 21                                     | 36                                     |
| 2017                                   | Tercer lugar                           | 6                                      | 2                                      | 2                                      | 2                                      | 22                                     | 30                                     |
| 2019                                   | Octavo lugar                           | 5                                      | 1                                      | 0                                      | 4                                      | 20                                     | 32                                     |
| 2021                                   | Décimo lugar                           | 5                                      | 0                                      | 0                                      | 5                                      | 9                                      | 29                                     |
| Total                                  | 7/9                                    | 35                                     | 10                                     | 2                                      | 23                                     | 126                                    | 207                                    |

### Copa América de Fútbol Playa
| Copa América de Fútbol Playa | Copa América de Fútbol Playa | Copa América de Fútbol Playa | Copa América de Fútbol Playa | Copa América de Fútbol Playa | Copa América de Fútbol Playa | Copa América de Fútbol Playa | Copa América de Fútbol Playa |
| Año                          | Ronda                        | J                            | G                            | G+                           | P                            | GF                           | GC                           |
| ---------------------------- | ---------------------------- | ---------------------------- | ---------------------------- | ---------------------------- | ---------------------------- | ---------------------------- | ---------------------------- |
| 2016                         | Noveno lugar                 | 5                            | 2                            | 1                            | 2                            | 28                           | 23                           |
| 2018                         | Cuarto lugar                 | 6                            | 1                            | 2                            | 3                            | 31                           | 31                           |
| 2022                         | Noveno lugar                 | 5                            | 1                            | 1                            | 3                            | 19                           | 21                           |
| Total                        | 3/3                          | 16                           | 4                            | 4                            | 8                            | 78                           | 75                           |

## Palmarés

### Torneos oficiales
- Juegos Suramericanos de Playa:
  -  Medalla de bronce (2): 2011.
- Juegos Bolivarianos de Playa:
  -  Medalla de bronce (1): 2014.